# Lagtingets velfærdsudvalg
Lagtingets velfærdsudvalg (færøsk: Trivnaðarnevndin) er det fagudvalg som behandler social-, sundheds-, arbejdsmarkeds- og boligsager i Lagtinget på Færøerne. Dagens velfærdsudvalg blev dannet da Arbejdsudvalget og Social- og sundhedsudvalget blev slået sammen i 1995, og formanden i Social- og sundhedsudvalget, Kristian Magnussen, blev den første formand for Velfærdsudvalget. Udvalget har syv medlemmer.

## Medlemmer

### Medlemmer 2015-2019
- Katrin Kallsberg, (T) formand[1]
- Óluva Klettskarð (T)
- Djóni Nolsøe Joensen (JF)
- Sonja Jógvansdóttir løsgænger
- Kaj Leo Holm Johannesen (SB)
- Elsebeth Mercedis Gunnleygsdóttur (FF)
- Jenis av Rana (MF)

### Medlemmer 2011-2015
- Rósa Samuelsen (SB), formand
- Bill Justinussen (MF)
- Elsebeth Mercedis Gunnleygsdóttur (FF)
- Rigmor Dam (JF), næstformand
- Sirið Stenberg (T)
- Bjørt Samuelsen (T)
- Hanus Samró (FF)

### Medlemmer 2008-2011
- Jákup Mikkelsen (FF), formand
- Karsten Hansen (MF), næstformand
- Helgi Abrahamsen (SB)
- Jaspur Vang (SB)
- Bergtóra Høgnadóttir Joensen (T)
- Tórbjørn Jacobsen (T)
- Hans Pauli Strøm (JF)

### Formænd
- 1995–1996 Kristian Magnussen (VMF)
- 1998–2002 Páll á Reynatúgvu (TF)
- 2002–2004 Alfred Olsen (SB)
- 2004–2008 Jørgen Niclasen (FF)
- 2008–2011 Jákup Mikkelsen (FF)
- 2011–2015 Rósa Samuelsen (SB)
- 2015–2019 Katrin Kallsberg, (T)

## Eksterne links
- Udvalget på logting.fo Arkiveret 20. december 2014 hos  Wayback Machine